# Vystavkovyj centr (stanice metra v Kyjevě)
Vystavkovyj centr (ukrajinsky Виставковий центр) je stanice kyjevského metra na Obolonsko-Teremkivské lince.

## Charakteristika
Stanice je jednolodní mělkého typu, stanice je obložena bílým mramorem. Na konci nástupiště se nachází schody a výtah vedoucí do vestibulu s pokladnou a následně na Vasylkivskou ulici.